# Palau del Marquès d'Ayerbe (Barcelona)
El palau del Marquès d'Ayerbe era una edificació situada als carrers d'en Ripoll, dels Sagristans i dels Capellans de Barcelona, de la qual només es conserva la casa de veïns situada a la cantonada dels dos primers.

## Història

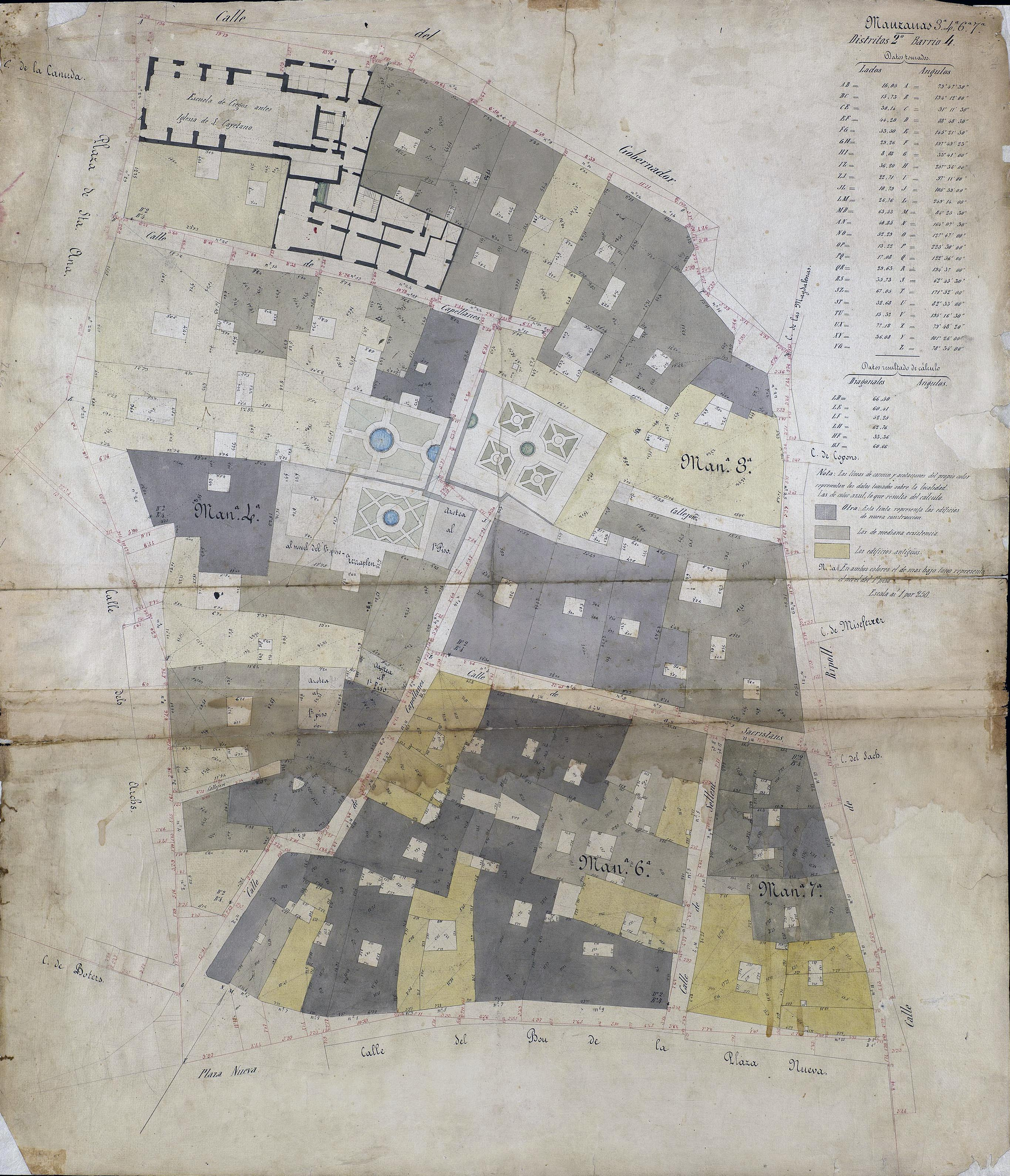
Als Quarterons de Garriga i Roca es poden veure els nous edificis de la banda de muntanya del carrer dels Sagristans (blau) i les edificacions més antigues del carrer d'en Ripoll (marró)

### Els Aimeric
Les primeres referències documentals daten del segle xvii, quan aquest casal pertanyia al noble manresà Bernat d'Aimeric (també escrit Aymerich) i de Codina (†1607), senyor de Vallformosa i Vallgenesta. Es va casar amb Guiomar de Cruïlles-Santapau, senyora de Rajadell i baronessa d'Aiguafreda. L'inventari post mortem de l'hereu Pere d'Aimeric i de Cruïlles-Santapau (†1680) descriu una casa de grans dimensions, estructurada espaialment al voltant d'un pati i que constava de planta baixa, planta noble amb hort i segon pis.
El 1681, Anna Xammar, vídua de Fèlix de Miralles, notari i doctor de la Cúria Reial, i els cònjuges Josep d'Oliver i Bataller i Maria Agnès de Miralles i Xammar, vengueren a l'hereu Bernat d'Aimeric-Cruïlles-Santapau (1632-1707), primer marquès d'Aimeric, i al seu veí Vicenç Sabater, unes cases al carrer de Capellans, compostes de tres designes. Efectivament, l'inventari post mortem de Bernat d'Aimeric assenyala l'existència d'una «obra» o «quadra nova», resultat d'una ampliació durant aquest període. Segons Tasis, que recull la informació proporcionada per Narcís Feliu de la Penya, era fabricant d'indianes.
El 1714, la seva filla Anna Maria d'Aimeric-Cruïlles-Santapau i d'Argençola, casada amb Domenico Pignatelli i Vagher, primer marquès de Sant Vicenç, va demanar permís per a «clourer un reclau que no passa situat en lo carrer den Ripoll, á fi de ocupar lo terreno de dit reclau», en referència al carreró sense sortida que el separa de la finca veïna del carrer d'en Ripoll, 25.

### Els marquesos de Rubí i d'Ayerbe
El marquesat va ser heretat pel primogènit Antoni Pignatelli i d'Aimeric (1685-1771), que es va casar amb Anna Maria Francesca Pinelli Ravaschieri, princesa de Belmonte. En canvi, el casal i els altres títols van passar al segon fill, Francesc Pignatelli i d'Aimeric (1687-1754), casat amb la barcelonina Maria Francesca de Rubí i de Corbera-Santcliment, baronessa de Llinars i segona marquesa de Rubí. L'hereu Gaietà Maria Pignatelli i de Rubí-Corbera-Santcliment, tercer marquès de Rubí, va morir sense descendència i fou succeït per la seva germana Marianna (1725-1800), que es va casar amb Pedro Jordán de Urríes y Urríes (1709-1754), primer marquès d'Ayerbe. El seu hereu fou Pedro Vicente Jordán de Urríes y Pignatelli (1743-1799), cinquè marquès de Rubí i segon d'Ayerbe, que es va casar amb Ramona Fuenbuena Montserrat, marquesa de Lierta.
El 1781 es van realitzar diverses obres al palau, que inclogueren la creació d'una escala de veïns per accedir a les plantes superiors, seguides d'altres més el 1796 i el 1799. El 1805, la part que feia cantonada als carrers d'en Ripoll i dels Capellans (actualment Sagristans) amenaçava ruïna, i després de diversos requeriments dels regidors d'Obreria, Pere Argensó, apoderat del marquès Pedro María Jordán de Urríes y Fuenbuena (1770-1810), va demanar permís el 1806 per a enderrocar-la i reconstruir-la amb soterrani, planta baixa, entresol i tres pisos, segons el projecte del mestre de cases Josep Fiter.

### Els Landecho de Bilbao
El marquès fou assassinat el 1810, durant la Guerra del Francès, i el succeí el seu fill Pedro Ignacio Jordán de Urríes y Palafox-Fuenbuena (1791-1843), que va llegar la propietat del casal a la seva filla María Pilar Jordán de Urríes y Salcedo (1828-1853). El 1850, aquesta es va casar amb el bilbaí José de Landecho y Mazarredo (1827-1874), i va ser mare dels germans Fernando (1851-1933) i Luis de Landecho y Jordán de Urríes (1853-1941), l'un enginyer i l'altre arquitecte. Entre el 1852 i el 1853, José de Landecho va fer construir un nou cos de planta baixa i tres pisos al núm. 7 del carrer dels Sagristans, que contenia l'escala de veïns per on s'accedia a les plantes superiors del palau, segons el projecte de l'arquitecte Josep Ràfuls. El 1854, va establir-ne en emfiteusi tres parcel·les al llarg del carrer, sobre les que s'hi construïren edificis del mateix autor: Josep Trasserra (núm. 5), Vicenç (núm. 3) i Pasqual Vilaró i Piera (núm. 1). El 1945, aquest darrer fou expropiat per l'Ajuntament de Barcelona per a obrir-hi l'actual plaça d'Isidre Nonell.
El 1878, els germans Landecho y Jordán de Urríes es van repartir la propietat davant del notari de Bilbao Serapio de Urquijo Zabalegui, quedant-se Luis amb la casa de veïns (Sagristans, 9 i Ripoll, 21) i Fernando amb el palau pròpiament dit (Ripoll, 23 i Sagristans, 7). El 1880, aquest darrer es va casar amb Juana de la Quadra-Salcedo y Zabalburu, i el 1907, el seu apoderat Joan Mercé va demanar permís per a construir-hi un àtic (habitatge per al porter) al cos del carrer dels Sagristans, segons el projecte de l'arquitecte Josep Masdéu. Posteriorment, als baixos del conjunt (Ripoll, 23 i Sagristans, 9) es va instal·lar l'ebenisteria i fàbrica de mobles d'Andreu Calls i Palau.

### Decadència i enderrocament
El 1954, Rosario de Landecho y de la Quadra-Salcedo va vendre la finca a Florentina Mañes Lázaro, natural d'Alcublas (La Serrania) i casada amb un antiquari barceloní. El 1943, havia adquirit l'edifici del carrer Nou de la Rambla, 98 (actualment enderrocat), al que van seguir altres immobles del centre històric de la ciutat per a transformar-los en meublés i cases de dormir. El 1965, va cedir la finca, a títol de permuta, a la societat Pau Mañas SL per a construir-hi un nou edifici, pero el negoci no va reeixir i la propietat tornà a les seves mans el 1969.
A la seva mort el 1979, va llegar el seu patrimoni a les Servidores de Jesús del Cottolengo del Pare Alegre, que el 1983 van vendre la finca a la societat Sagristans Siete. El novembre del 1986, aquesta va obtenir una llicència per a construir-hi un edifici destinat a garatge amb 7 plantes soterrani, planta baixa, entresol i quatre pisos, i el 2 de juny del 1987, la vengué de nou a la societat Accipiter Anstalt, amb seu a Vaduz (Liechtenstein), que finalment va dur a terme el projecte. El juny del 1984, abans de les obres, s'hi havien efectuat unes prospeccions arqueològiques, que van exhumar un bot grapat de peces de ceràmica de diverses èpoques.